# Johann Matthias Kaspar von Ascheberg zu Venne
Johann Matthias Kaspar von Ascheberg zu Venne (* 14. Januar 1737 in Haus Venne; † 3. August 1818 in Ihorst) war Domherr in Münster, Geheimer Rat und  preußischer Landrat.

## Leben

### Herkunft und Familie
Johann Matthias Kaspar von Ascheberg zu Venne wurde als Sohn der Eheleute Ernst Friedrich von Ascheberg zu Venne (* 1702, † 1762, 1729 wirklicher Landrat) und Sophia Ursula Droste zu Füchten geboren. Sowohl sein Vater, sein Großvater Johann Matthias (* 1675, verheiratet mit Katharina Agnes von Lipperheide zu Ihorst) sowie sein Urgroßvater Johann Detmar (* 1649, verheiratet mit Johanna von der Recke zu Steinfurt) waren durch Aufschwörung in die münstersche Ritterschaft gelangt und waren Amtsdroste des Amtes Werne. Seine Schwester Ursula Sophia war die letzte Äbtissin des Stifts Nottuln. Seine Brüder Clemens August und Karl Ludwig waren Domherren in Münster. Sie waren die Neffen der Domherren Johann Matthias Detmar von Ascheberg zu Venne und Karl Heinrich Anton von Ascheberg zu Venne.
Am 11. Juni 1766 heiratete er in Bentheim Franziska Maria Carolina Josefa Ferdinanda von Etzbach zu Langen (1744–1821). Ihre Eltern waren Franz Arnold von Langen (Fürstlich Bentheimer Landdrost) und Maria Barbara von Brabeck zu Lethmate. Das Paar bewohnte Haus Venne und veranlasste 1770 die aufwendige Neugestaltung der dortigen Marienkapelle im Rokokostil.

### Wirken
Im Jahre 1760 gelangte Johann Matthias durch den Verzicht seines Onkels Karl Heinrich in den Besitz einer münsterschen Dompräbende. Schon fünf Jahre später, 1765, resignierte er zugunsten seines Bruders Karl Ludwig, für den er offenbar als Platzhalter diente. Das Domkapitel Münster verfügte über 40 Präbenden, die in den adeligen Familien sehr begehrt waren und  die Versorgung ihrer Familienangehörigen sicherstellten. Am 27. November 1762 wurde Johann Matthias Wirklicher Landrat und ein Jahr später war er Deputierter des Domkapitels bei der Landschaftspfennigkammer. Am 9. Januar 1766 fand die Aufschwörung zur Münsterschen Ritterschaft statt. In die Ritterschaft wurde nur aufgenommen, wer bei der Aufschwörung seine adelige Abstammung nachweisen konnte. Er wurde am 3. März 1766 Geheimer Rat und Kriegsrat und war letzter Direktor des Burgmannskollegiums von Vechta. Als Nachfolger von Adrian Wilhelm v. Nagel zu Itlingen wurde er am 15. Mai 1799 Amtsdroste des Amtes Werne. Er war vom 18. Februar 1804 bis zum 18. März 1806 der erste Landrat des Kreises Lüdinghausen im Erbfürstentum Münster. Später war er Maire von Drensteinfurt.